# Lepeophtheirus sheni
Lepeophtheirus sheni is een eenoogkreeftjessoort uit de familie van de Caligidae. De wetenschappelijke naam van de soort is voor het eerst geldig gepubliceerd in 1981 door Boxshall & Bellwood.